# 足立政男
足立 政男（あだち まさお、1915年9月7日 - 2001年8月5日）は、経済史・経営学者。
徳島県阿波郡市場町（現・阿波市市場町）出身。立命館大学文学部史学科、経済科卒業。1974年「老舗の家訓と家業経営」で立命館大学経済学博士。立命館大学経済学部助教授、教授、1980年定年退任、名誉教授、名古屋経済大学教授。

## 著書
- 『丹後機業史』雄渾社 1963
- 『日本経済通史』雄渾社 1964
- 『老舗と家訓 現代商法を問い直す』東洋文化社 1974
- 『老舗の家訓と家業経営』広池学園事業部 1974
- 『企業永続の秘訣 現代に生きる日本の商法』港リサーチ 1975
- 『老舗の経営法とモラロジー』広池学園出版部 1988
- 『シニセの家訓 企業・商店永続の秘訣』心交社 1990

### 共著
- 『京の伝統と文様 10 京菓子 虎屋』鈴木宗康共著 美乃美 1978
- 『京の伝統と文様 7 京扇子 1 三条十松屋』大槻幹郎共著 美乃美 1978
- 『京の伝統と文様 3 西陣織 2 川島織物 上』共著 美乃美 1978
- 『京の伝統と文様 1 京友禅 千総』元井能共著 美乃美 1978
- 『京の伝統と文様 2 西陣織 1 矢代仁』共著 美乃美 1979
- 『京の伝統と文様 8 京漆器 象彦』共著 美乃美 1979
- 『京の伝統と文様 5 京団扇 1 阿以波』大槻幹郎共解説 美乃美 1979
- 『商売繁盛大鑑 日本の企業経営理念』共編纂 同朋舎出版 1984-85
- 『「シニセ」の経営 永続と繁栄の道に学ぶ』編著 広池学園出版部 1993

## 論文
- Cinii

## 注
1. ↑  『人物物故大年表』
2. ↑  『現代日本人名録』1987年